# Pugatjovopstanden
Pugatjovopstanden (russisk: Восстание Пугачёва, Vosstanie Pugatjova) var et oprør i Det Russiske Kejserrige, der fandt sted 1773–1775. Oprøret var det største af de mange oprør, der fandt sted i Rusland efter, at Katarina den Store havde overtaget magten i 1762. Opstanden opstod som et organiseret oprør blandt Ural-kosakkerne under ledelse af kosakken Jemeljan Pugatjov, en tidligere løjtnant i den russiske hær, på baggrund af dyb utilfredshed blandt bønder og livegne, og de omkostninger som den russisk-tyrkiske krig (1768-1774) påførte befolkningen. Efter oprøret opnåede succes i begyndelsen, etablerede Pugatjov en alternativ regering og afdøde zar Peter 3. og proklamerede livegenskabet for ophørt.
Oprøret fik støtte fra forskellige grupper, herunder bønderne, kosakkerne og de gammeltroende. På et tidspunkt hævdede oprørerne at have kontrol over det meste af territoriet mellem Volga-floden og Uralbjergene. En af de mest betydningsfulde begivenheder under opstanden var Slaget ved Kazan i juli 1774, hvorefter opstanden i højere grad tog karakter af en bondeopstand.
Regeringsstyrkerne reagerede ikke effektivt på opstanden i starten, delvist på grund af logistiske vanskeligheder og manglende forståelse af opstandens omfang. Oprøret blev slået ned mod slutningen af 1774 af general Michelsohn ved Tsaritsyn. Pugatjov blev fanget kort efter og halshugget i Moskva i januar 1775. Yderligere repressalier mod oprørsområdener blev udført af den russiske hær.
Begivenhederne har genereret mange historier i legender og litteratur, især Pusjkins historiske roman Kommandantens Datter (1836). Det var den største opstand i det russiske imperiums historie.